# Mina de Varilongo
La mina de Varilongo es una antigua mina de la que se sacaba wolframio. Está situada en San Salvador, en el municipio de Santa Comba, provincia de La Coruña.

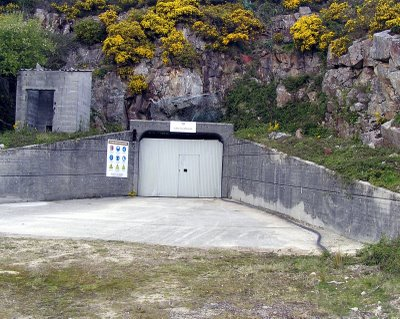
Entrada al filón central

## Apertura
La mina de Varilongo se descubrió en el año 1914, en estos años sacaban hierro y cuarzo. En el año 1941 se descubrió que había un metal muy valioso para las armas, el oro negro nazi.

## Historia

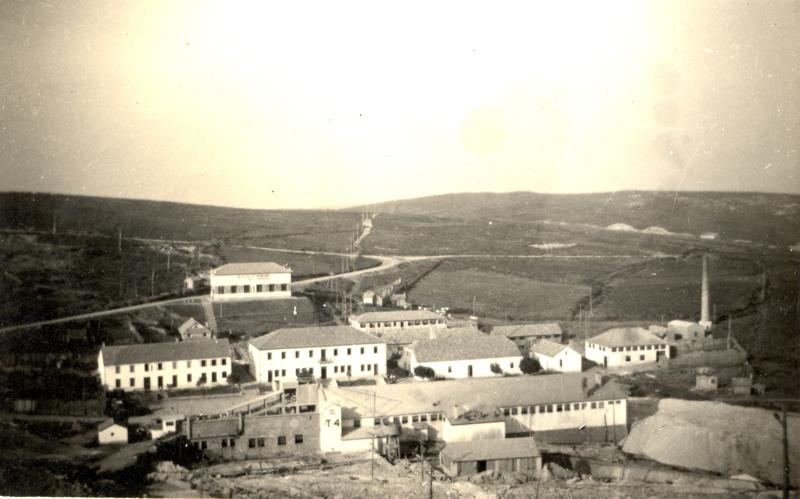
Foto de la mina en los años 50

### "Oro negro"
El wolframio era usado para aumentar la resistencia del acero a altas temperaturas, lo que es vital en la industria de la guerra para por ejemplo fabricar los cañones de las armas o los blindajes. Cuando se descubrió la mina, el kilo de wolfram costaba 200 pesetas (1,20 €).En los años 80 la producción se estaba incrementando año tras año en un 50%, siendo la producción de la mina de Varilongo la mayor de España y Europa, consiguiendo la cifra de casi 250.000 toneladas de concentrado de wolframio en el año 1984 y cerca de 20.000 toneladas de estaño, así como indeterminadas cantidades de un producto mixto de wolframio y estaño.

### Muerte de mineros
Esta fue la parte negativa de la mina, ya que hubo numerosos muertos. La extracción de wolframio contaba con una serie de peligros,
un simple fallo haría que las personas que estuvieran bajo suelo murieran, ya que se necesitaban explosivos para extender la mina.

## Trabajadores
La paga mensual al principio de los trabajadores era de 19 pesetas (0,11 €). La gente se dedicó masivamente a la mina, en la que, con una extensión de 8 km de largo por 1 de ancho y filones paralelos de norte a sur llegaron a trabajar hasta a 130 metros de profundidad, cerca de 4.000 personas procedentes de toda España, tanto oficialmente como de contrabando, acto conocido como “A roubeta” (La Roubeta). Santa Comba se convirtió en un sitio distintivo en Galicia. Según la leyenda, la gente de Santa Comba pasó de la pobreza a encenderse los cigarros con billetes.

## Minerales
En esta mina se pueden encontrar:
- Wolframio: Piedra de color negro, que al rayarla se puede ver una línea marrón clara.

- Estaño: Mineral de color oscuro, como oxidado, que al rayarlo se obtiene una línea marrón oscuro.

- Arsénico: Mineral de color brillante grisáceo, usado para hacer venenos.